# Bindrune Recordings
Bindrune Recordings ist ein im Jahre 2000 gegründetes, US-amerikanisches Musiklabel aus Traverse City.  Es ist auf die Spielarten  des Extreme Metals spezialisiert, die von der zweiten Welle des Black Metals inspiriert sind. Des Weiteren werden Schallplattenproduktionen in Kooperation mit stilverwandten Musiklabels wie Nordvis Produktion veröffentlicht, für welche Bindrune Recordings als Vertriebspartner in den Vereinigten Staaten fungiert. Entsprechend seinem Namen trägt das Label eine Binderune im Logo, bestehend aus einer gewendeten Berkana- und einer kleineren, angestabten Raidho-Rune, welche von einer Ing-Rune umrahmt sind.

## Bands, die unter dem Label veröffentlichten
- Ahamkara
- Alda
- Blood of the Black Owl
- Canis Dirus
- Celestiial
- Cold Northern Vengeance
- Eave
- Eneferens
- Eismalsott
- Eneferens
- Falls of Rauros
- Infera Bruo
- Krigsgrav
- Misery's Omen
- Morthond
- Nechochwen
- Nemorous
- Obsequiae
- Obsidian Tongue
- Panopticon
- Paths
- Seidr
- Shroud of Despondency
- Sons of Crom
- Spectral Lore
- Svart Ugle
- The Glorious Dead
- Tvær
- Vaiya
- Vukari
- Waldgeflüster
- Wilt
- Wodensthrone